# 维纳桑
维纳桑（法語：Vinassan，法語發音：[vinasɑ̃] ⓘ）是法国奥德省的一个市镇，位于该省东北部，属于纳博讷区。

## 地理
维纳桑（43°12'13"N, 3°4'26"E）面积8.96 平方千米，位于法国奧克西塔尼大區奥德省，该省份为法国南部沿海省份，北起塔恩省，西北接上加龙省，西接阿列日省，南至东比利牛斯省，东临地中海，东北与埃罗省接壤。
与维纳桑接壤的市镇（或旧市镇、城区）包括：阿尔米桑、库尔桑、弗勒里、纳博讷、萨勒多德。
维纳桑的时区为UTC+01:00、UTC+02:00（夏令时）。

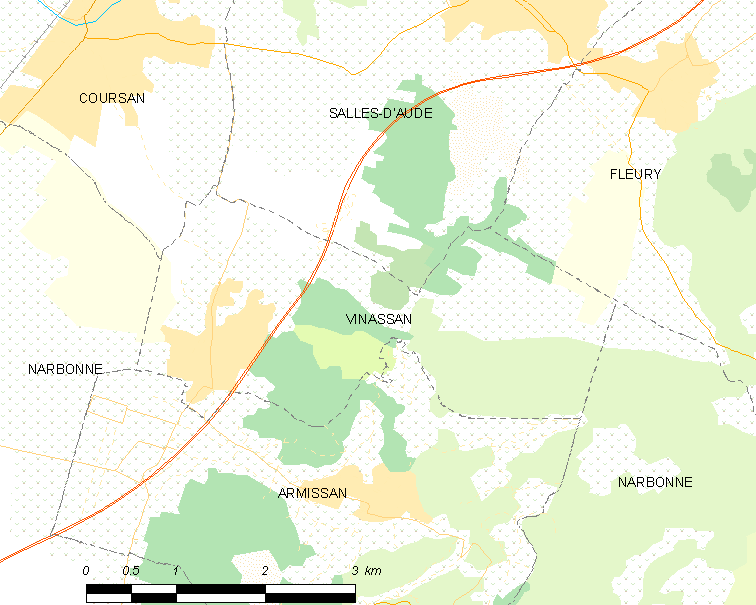
维纳桑的OSM定位图

## 行政
维纳桑的邮政编码为11110，INSEE市镇编码为11441。

## 政治
维纳桑所属的省级选区为奥德低平原县。

## 交通
法国国家A9号高速公路经过境内但未设出入口，奥德省省道D31线经过市中心。

## 人口

1962-2008年间维纳桑人口变化图示

维纳桑于2022年1月1日时的人口数量为2665人。